# Zaraće
Zaraće (do roku 2001 Zarače, italsky Zarachie) je malá vesnice a přímořské letovisko v Chorvatsku ve Splitsko-dalmatské župě, nacházející se na jihozápadě ostrova Hvar, spadající pod opčinu města Hvar. V roce 2011 zde žilo 14 obyvatel.
Sousedními vesnicemi jsou Milna, Selca kod Starog Grada a Velo Grablje.